# Nemestrinus graecus
Nemestrinus graecus is een vliegensoort uit de familie van de Nemestrinidae. De wetenschappelijke naam van de soort is voor het eerst geldig gepubliceerd in 1907 door Bernhard Lichtwardt.